# Badminton-Mittelmeermeisterschaft 2009
Die Badminton-Mittelmeermeisterschaft 2009 fand vom 15. bis zum 18. Oktober 2009 in Beirut statt. Es war die erste Auflage der Titelkämpfe der Confederation of Mediterranean Badminton (COMEBA).

## Medaillengewinner
| Disziplin    | Gold                       | Silber                        | Bronze                                     |
| ------------ | -------------------------- | ----------------------------- | ------------------------------------------ |
| Herreneinzel | Marco Mondavio             | Mohamad Alsawass              | Mohamad Saleh                              |
| Dameneinzel  | Hadil Kareem               | Sanna Mahmoud                 | Ira Tomio                                  |
| Herrendoppel | Amar Awad Mohamad Saleh    | Manuel Batista Marco Mondavio | Apostolos Avraamides Costantinos Michaelas |
| Damendoppel  | Hadil Kareem Sanna Mahmoud | Carmen Thanei Ira Tomio       | Ghita Charouite Sara Elmernissi            |
| Mixed        | Mohamad Saleh Hadil Kareem | Manuel Batista Ira Tomio      | Marco Mondavio Carmen Thanei               |